# Jessica Cauffiel
Jessica Cauffiel est une actrice américaine, née le 30 mars 1976 à Détroit, dans le Michigan (États-Unis).

## Biographie
Jessica Cauffiel est née le 30 mars 1976 à Détroit, Michigan (États-Unis).
Ses parents sont Lowell et Deborah Cauffiel. Elle a un frère, John Cauffiel.

### Vie privée
Elle a une fille.

## Filmographie

### Cinéma
- 1999 : Escapade à New York (The Out-of-Towners) de Sam Weisman : Susan Clark
- 2000 : Road Trip de Todd Phillips : La mauvaise Tiffany
- 2000 : Urban Legend 2 : Coup de grâce (Urban Legends : Final Cut) de John Ottman : Sandra Petruzzi
- 2001 : Mortelle Saint-Valentin (Valentine) de Jamie Blanks : Lily Voight
- 2001 : La Revanche d'une blonde (Legally Blonde) de Robert Luketic : Margot
- 2002 : You Stupid Man de Brian Burns : Diane
- 2003 : La blonde contre-attaque (Legally Blonde 2 : Red, White & Blonde) de Charles Herman-Wurmfeld : Margot
- 2003 : Deux en un (Stuck on You) de Peter et Bobby Farrelly : Une hôtesse au bar
- 2004 : D.E.B.S. d'Angela Robinson : Ninotchka Kaprova
- 2004 : FBI : Fausses blondes infiltrées (White Chicks) de Keenen Ivory Wayans : Tori
- 2005 : Black/White (Guess Who) de Kevin Rodney Sullivan : Polly
- 2005 : Burt Munro (The World's Fastest Indian) de Roger Donaldson : Wendy
- 2006 : Hoot de Wil Shriner : La mère de Paula / Kimberly

### Télévision

#### Séries télévisées
- 1998 : New York, police judiciaire (Law & Order) : Une caissière
- 1999 : Frasier : Kit
- 2002 - 2003 : Le Drew Carey Show (The Drew Carey Show) : Milan
- 2005 : Cuts : Missy Drubman
- 2005 - 2007 : Earl (My name is Earl) : Tatiana

#### Téléfilm
- 2009 : L'Étoile de glace (Ice Dreams) de David Burton Morris : Amy Clayton